# 弗洛蒙-沃德勒希
弗洛蒙-沃德勒希（法語：Flaumont-Waudrechies，法語發音：[flomɔ̃ wodʁəʃi]）是法国上法蘭西大區北部省的一个市镇，属于埃尔普河畔阿韦讷区。

## 地理
弗洛蒙-沃德勒希（50°7'34"N, 3°58'7"E）面积5.7 平方千米，位于法国上法蘭西大區北部省，该省份为法国最北部的省份及最长的省份，西北濒北海，西接加来海峡省，南至埃纳省和索姆省，东与比利时接壤。
与弗洛蒙-沃德勒希接壤的市镇（或旧市镇、城区）包括：伯尼、塞姆里、阿韦内勒、巴略、费勒里。
弗洛蒙-沃德勒希的时区为UTC+01:00、UTC+02:00（夏令时）。

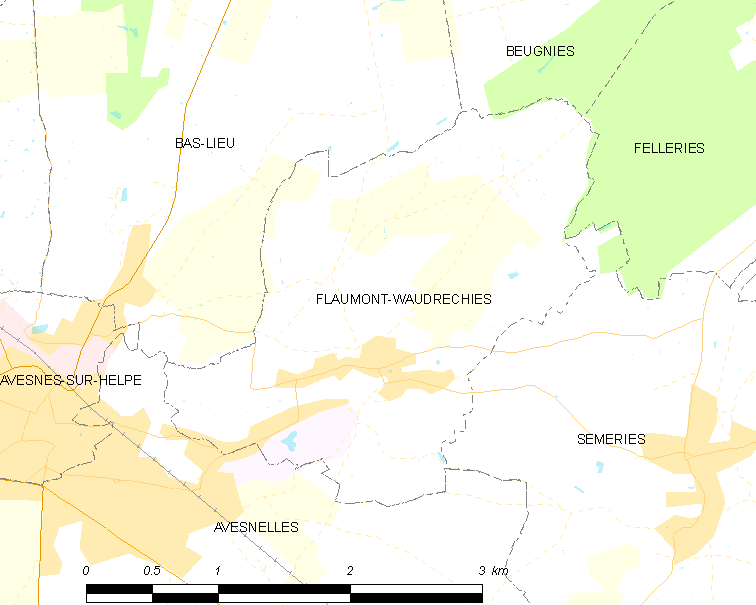
弗洛蒙-沃德勒希的OSM定位图

## 行政
弗洛蒙-沃德勒希的邮政编码为59440，INSEE市镇编码为59233。

## 政治
弗洛蒙-沃德勒希所属的省级选区为富尔米县。

## 人口

1962-2008年间弗洛蒙-沃德勒希人口变化图示

弗洛蒙-沃德勒希于2022年1月1日时的人口数量为345人。